# Vielbaum
Vielbaum ist ein Ortsteil der Gemeinde Aland der Verbandsgemeinde Seehausen (Altmark) im Landkreis Stendal in Sachsen-Anhalt.

## Geographie
Das altmärkische Dorf Vielbaum, ein Marschhufendorf mit Kirche, liegt am Alten Augraben in der Landschaft Wische, drei Kilometer nordwestlich der Hansestadt Seehausen und zwei Kilometer südöstlich von Krüden, wo sich der Sitz der Gemeinde Aland befindet. Die nördlich der durch den Ort verlaufenden Landesstraße 2 gelegenen Gemarkungsteile gehören zum Biosphärenreservat Flusslandschaft Elbe und sind Teil des Naturschutzgebietes Aland-Elbe-Niederung.

## Geschichte

### Mittelalter bis Neuzeit
Im Jahre 1207 wurde der Verkauf einer Hufe Landes in Vilbom an das Kloster Marienthal bei Helmstedt durch den Markgrafen Albrecht II. bestätigt. Weitere Nennungen waren 1208 in Vilbom, 1398 ecclesie in vylbom, 1541 Vilbohm und 1687 Vielbaum.

### Eingemeindungen
Am 2. Juni 1902 wurden der Gutsbezirk Vielbaum I und die Landgemeinde Vielbaum mit dem Wohnplatz Wilhelminenhof zu einer Landgemeinde Vielbaum vereinigt.
Am 30. September 1928 wurden die Gutsbezirke Voßhof (früher Rittergut Vielbaum II) und Vielbaum II (früher Rittergut Vielbaum III und V) mit der Landgemeinde Vielbaum vereinigt.
Das Gut Vielbaum I lag direkt westlich der Kirche, Vielbaum II einen Kilometer westnordwestlich der Kirche.
Wilhelminenhof war 1885 bis 1931 ein Wohnplatz der Gemeinde Vielbaum,
Am 20. Juli 1950 wurde die bis dahin eigenständige Gemeinde Vielbaum nach Krüden eingemeindet. 1957 war Vielbaum ein Wohnplatz von Krüden. 1986 wurden neben Vielbaum auch Wilhelminenhof und Voßhof als Ortsteile von Krüden aufgeführt.
Bis Ende 2009 blieb Vielbaum ein Ortsteil der bis dahin selbständigen Gemeinde Krüden. Am 1. Januar 2010 wurde der Ort ein Ortsteil der zum gleichen Datum neu gebildeten Gemeinde Aland.

### Einwohnerentwicklung

#### Dorf/Gemeinde
| Jahr | Einwohner |
| ---- | --------- |
| 1734 | 143       |
| 1775 | 217       |
| 1789 | 301       |
| 1801 | 289       |
| 1818 | 311       |

| Jahr | Einwohner |
| ---- | --------- |
| 1840 | 343       |
| 1864 | 401       |
| 1871 | 262       |
| 1885 | 158       |
| 1895 | 182       |

| Jahr | Einwohner |
| ---- | --------- |
| 1905 | 212       |
| 1925 | 455       |
| 1939 | 335       |
| 1946 | 541       |
| 2011 | [00]227   |

| Jahr | Einwohner |
| ---- | --------- |
| 2012 | [00]225   |
| 2020 | [00]206   |
| 2021 | [00]204   |
| 2022 | [0]202    |
| 2023 | [0]208    |

#### Rittergut I (Vielbaum I)
| Jahr | Einwohner |
| ---- | --------- |
| 1789 | 152       |
| 1864 | 054       |

| Jahr | Einwohner |
| ---- | --------- |
| 1871 | 38        |
| 1885 | 48        |

| Jahr | Einwohner |
| ---- | --------- |
| 1895 | 60        |
| 1905 | 28        |

#### Rittergut II (Voßhof)
Ab 1892 amtlich nur noch Voßhof genannt, siehe dort.

#### Rittergut III/V (Vielbaum II)
| Jahr | Einwohner |
| ---- | --------- |
| 1864 | 41        |
| 1871 | 38        |

| Jahr | Einwohner |
| ---- | --------- |
| 1885 | 68        |
| 1895 | 36        |

Quelle bis 2006, wenn nicht angegeben:

## Religion
Die evangelische Kirchengemeinde Vielbaum gehörte früher zur Pfarrei Krüden (Crüden). Seit dem Jahre 1993 gehörten die Evangelischen aus Vielbaum zum Kirchspiel Krüden-Vielbaum und bis 2018 Pfarrbereich Seehausen. Seit 2018 gehört Vielbaum zum Pfarrbereich Beuster im Kirchenkreis Stendal im Bischofssprengel Magdeburg der Evangelischen Kirche in Mitteldeutschland.
Die ältesten überlieferten Kirchenbücher für Vielbaum stammen aus dem Jahre 1651.
Die katholischen Christen gehören zur Pfarrei St. Anna in Stendal im Dekanat Stendal im Bistum Magdeburg.

## Kultur und Sehenswürdigkeiten
- Die evangelische Dorfkirche Vielbaum steht auf einer Anhöhe 200 Meter nördlich der Landesstraße 2. Sie ist ein im Ursprung spätromanischer Feldsteinbau aus Schiff und eingezogenem Rechteckchor aus dem Ende des 12. Jahrhunderts und steht unter Denkmalschutz.[6][1]
- Der Ortsfriedhof ist auf dem Kirchhof.

In Vielbaum sind laut Vereinsregister des Amtsgerichtes Stendal zwei Vereine aktiv.
- Förderverein der Freiwilligen Feuerwehr Krüden/Vielbaum e. V.
- Romanische Kirchen Krüden/Vielbaum e. V.